# Lousã e Vilarinho
Lousã e Vilarinho (oficialmente: União das Freguesias de Lousã e Vilarinho) é uma freguesia portuguesa do município da Lousã, com 72,4 km² de área e 12 921 habitantes (censo de 2021). A sua densidade populacional é 178,5 hab./km².

## História
Foi criada aquando da reorganização administrativa de 2012/2013, resultando da agregação das antigas freguesias de Lousã e Vilarinho.

## Demografia
A população registada nos censos foi:
| Distribuição da População por Grupos Etários | Distribuição da População por Grupos Etários | Distribuição da População por Grupos Etários | Distribuição da População por Grupos Etários | Distribuição da População por Grupos Etários | Distribuição da População por Grupos Etários |
| -------------------------------------------- | -------------------------------------------- | -------------------------------------------- | -------------------------------------------- | -------------------------------------------- | -------------------------------------------- |
| Antes da agregação                           |                                              |                                              |                                              |                                              |                                              |
| Ano                                          | 0-14 anos                                    | 15-24 anos                                   | 25-64 anos                                   | >= 65 anos                                   | Total                                        |
| 2001                                         | 1987                                         | 1719                                         | 6816                                         | 2045                                         | 12567                                        |
| 2011                                         | 2117                                         | 1336                                         | 7374                                         | 2229                                         | 13056                                        |
| Após a agregação                             |                                              |                                              |                                              |                                              |                                              |
| Ano                                          | 0-14 anos                                    | 15-24 anos                                   | 25-64 anos                                   | >= 65 anos                                   | Total                                        |
| 2021                                         | 1779                                         | 1357                                         | 6962                                         | 2823                                         | 12921                                        |